# Rajery
Rajery (Germain Randrianarisoa né en 1964 à Ambohimanga) est un chanteur-compositeur-joueur de valiha malgache. Très populaire à Madagascar, on le surnomme le « prince de la valiha ».

## Biographie
Originaire d'un village de nord de Antananarivo, de l'ethnie Merina, Rajery perd à un an l'usage des doigts de la main droite et doit ensuite rapidement être amputé. À quinze ans, il apprend à jouer de la valiha, la harpe tubulaire en bambou typique des hauts plateaux.
Sa carrière internationale débute en 1999, avec le CD Dorotanety (Feu de brousse). Il est lauréat en 2002 du prix RFI musique du monde.
Auteur compositeur, ses chansons écrites en malgache décrivent la vie quotidienne du peuple malgache.
Le jeu de Rajery, assez éloigné du jeu traditionnel, renouvelle totalement le répertoire de cet instrument.

## Discographie
- Dorotanety, 1999  - Indigo - (ref. B0000258MS )
- Fanamby,  2001  - Indigo - (ref. LBLC2572)
- Volontany, 2004  - Indigo - (ref. ASIN B0001EK2CI)
- Sofera, 2007  - Marabi - (ref. 46820.2)
- 3 MA (Madagascar Mali Maroc) avec Driss El Maloumi et Ballaké Sissoko, 2008  - Contre jour
- Tantsaha, 2012  - Les studios de la ruche
- Bedia, 2014 - Les studios de la ruche
- Anarouz avec Driss El Maloumi et Ballaké Sissoko, 2017 - Mad Minute Music

## Filmographie
- Hiragasy -To tragoudi tis Madagaskaris (Song of Madagascar) de Theodoros Koutsoulis, 2007 (Grèce)
- Le prince de Valiha de Bertrand Guerry et Thibaut Ras, 2013, Mitiki productions, 51 min
- Du graffiti dans les voiles de Sami Chalak, Rémi Tézier, 2015, crédits : musique